# Érik Comas
Érik Comas, född 28 september 1963 i Romans-sur-Isère, är en fransk racerförare. 
Comas tävlade i formel 1 under fyra säsonger i början av 1990-talet. Hans bästa resultat är en femteplats i Frankrike 1992 och en elfteplats i förarmästerskapet 1992.  

## F1-karriär
| Säsong | Stall/Tillverkare     | Poäng | Placering |
| ------ | --------------------- | ----- | --------- |
| 1991   | Ligier-Lamborghini    | 0     | –         |
| 1992   | Ligier-Renault        | 4     | 11        |
| 1993   | Larrousse-Lamborghini | 1     | 20        |
| 1994   | Larrousse-Ford        | 2     | 23        |